# إدواردو هيريرا (لاعب غولف)
إدواردو هيريرا (بالإسبانية: Eduardo Herrera)‏ هو لاعب غولف كولومبي، ولد في 28 أبريل 1965 في كولومبيا.

## وصلات خارجية
- إدواردو هيريرا على موقع رابطة لاعبي الغولف المحترفين (الإنجليزية)
- إدواردو هيريرا على موقع رابطة اليابان للاعبي الغولف المحترفين (الإنجليزية)
- إدواردو هيريرا على موقع التصنيف العالمي الرسمي للغولف (الإنجليزية)